# Lord Howe-szigeti botsáska
A Lord Howe-szigeti botsáska (Dryococelus australis) a világ legritkább rovarfajainak egyike. Már közel egy évszázada kihaltnak hitték, amikor 2001-ben találtak néhány tucat egyedből álló populációt.

## Előfordulása
A faj valamikor rendkívül gyakori volt a Lord Howe szigeten, és népszerű horgászcsalinak számított, azonban az 1918-ban, egy hajótörés során a szigetre kerülő házi patkányok szinte teljesen kipusztították. 1920-ban még láttak élő példányt, azután csak néhány tetemet találtak az 1960-as években, mígnem 2001-ben egy entomológusokból álló csapat a Ball's Pyramid nevű sziklaalakzat élővilágának feltérképezése közben megtalálták a túlélőket. A 20-30 megmaradt rovar egyetlen cserjén élt. Az ott begyűjtött párból mostanra sikerült a Melbourne-i állatkertben egy mintegy ötven fős populációt kitenyészteni, amelynek segítségével a tervek szerint a patkányok kiirtása után újra benépesítik majd a szigetet.
Ausztrálián kívül a budapesti állatkertben sikerült először szaporítani a fajt. 2016. november 11-én a San Diegó-i Állatkert bejelentette, hogy a náluk élő botsáskák szeptember óta több mint 500 petét raktak le.

## Megjelenése
A felnőtt Lord Howe-szigeti botsáska mintegy 15 cm hosszú és 1,5 cm széles, 25 grammot nyom. A botsáskafélék többségétől eltérően nincsen szárnyuk, de gyorsan képesek futni. A hímek valamivel kisebb termetűek, és a hátsó lábuk legfelső íze vastagabb és fogazott. A patkányok megjelenése előtt amatőr kutatók előszeretettel vizsgálták, mi történik ezen lábak letépése után. A láb ilyenkor visszanő ugyan, de csak a szokásos, a nőstényekével megegyező alakban. A hímek viselkedése a lábuknál is különösebb: mindenben követik a nőstényeket, és éjszaka a lábaikkal azokat átkarolva alszanak.